# Villa Malfatti Balladoro
Villa Malfatti Balladoro è una villa veneta situata a Novaglie, frazione di Verona.

## Storia
Il complesso fu costruito nel XVII secolo, anche se l'ampio fondo agricolo annesso è attestato sin dal 1327, quando gli Scaligeri lo vendettero. Nel 1650 fu acquisito dai Balladoro, che ricostruirono la casa padronale alla fine del XVIII secolo. Nel 1951, con l'estinzione della famiglia, venne ereditato dai Malfatti che, con l'occasione, assunsero il cognome Malfatti Balladoro.